# خوان فرنسيسكو إسكوبار
خوان فرنسيسكو إسكوبار (بالإسبانية: Juan Francisco Escobar)‏ (و. 1949  م) هو لاعب كرة قدم، وحكم كرة قدم، ومدرب كرة قدم بارغواياني، ولد في باراغواي.